# Paul Dolan (piłkarz)
Kenneth Paul Dolan (ur. 16 kwietnia 1966 w Ottawie) – kanadyjski piłkarz występujący podczas kariery na pozycji bramkarza.

## Kariera klubowa
Profesjonalną karierę piłkarską Paul Dolan rozpoczął w klubie Edmonton Brickmen w 1986. Od 1988 do 1998, z przerwą na lata 1988-1989, występował w Vancouver 86ers. Podczas tego okresu dwukrotnie wywalczył mistrzostwo Canadian Soccer League w 1990 i 1991.

## Kariera reprezentacyjna
W reprezentacji Kanady Paul Dolan zadebiutował 30 października 1984 roku w zremisowanym 0-0 towarzyskim meczu z Cyprem w Nikozji. W 1985 uczestniczył w zakończonych pierwszym, historycznym awansem eliminacjach Mistrzostwa Świata 1986. Rok później roku został powołany przez selekcjonera Tony'ego Waitersa do kadry na Mistrzostwa Świata. Tam był rezerwowym zawodnikiem i wystąpił tylko w meczu z Francją.
W 1989 uczestniczył w przegranych eliminacjach Mistrzostw Świata 1990. W 1991 uczestniczył w pierwszej edycji Złotym Pucharze CONCACAF. Kanada odpadła w fazie grupowej. Dolan zagrał w meczach Meksykiem i Jamajką. W 1992 uczestniczył w przegranych eliminacjach Mistrzostw Świata 1994. W 1996 po raz drugi uczestniczył w Złotym Pucharze CONCACAF. Kanada odpadła w fazie grupowej. Dolan był rezerwowym i nie wystąpił w żadnym meczu.
W 1996 i 1997 uczestniczył w przegranych eliminacjach Mistrzostw Świata 1994. Podczas tych eliminacji 16 listopada 1997 w przegranym 1:3 meczu z Kostaryką w San José Dolan wystąpił ostatni raz w reprezentacji. Od 1984 do 1997 roku rozegrał w kadrze narodowej 53 mecze.